# La casa de al lado
La casa de al lado es una telenovela estadounidense producida por Telemundo Studios para Telemundo en 2011, es una nueva versión de la chilena La familia de al lado. Fue escrita por José Ignacio Valenzuela (el mismo autor de la versión original).
Protagonizada por Maritza Rodríguez y Gabriel Porras; y con las participaciones antagónicas de Miguel Varoni, Catherine Siachoque y David Chocarro. Con las actuaciones estelares de Karla Monroig, Ximena Duque, Felicia Mercado y el primer actor Daniel Lugo; además de las actuaciones especiales de Jorge Luis Pila, Sofía Lama, Gabriel Valenzuela, Orlando Fundichely y los primeros actores Henry Zakka, Angélica María y Martha Pabón.

## Sinopsis
Dos familias que comparten vicios privados y virtudes públicas. Familias normales, como la que vive en la casa de al lado, dispuestas a todo con tal de mantener las apariencias y esconder bajo la alfombra sus peores miserias. Los Conde Spencer y sus vecinos, los Ruiz Arismendi, guardan grandes secretos que harán dudar de quien menos se imagina. Una historia en la que no se sabrá quién miente y quién dice la verdad, quiénes serán los héroes y quiénes los villanos, en quién confiar y a quién temerle; donde definitivamente nada es lo que parece.

## Argumento
Los Conde, una familia rica e influyente, parece tenerlo todo: dinero, poder, y una hermosa familia. Ellos fueron sacudidos recientemente por una tragedia cuando Adolfo (David Chocarro), esposo de la hija mayor Ignacia (Catherine Siachoque) murió al caer por una ventana en la mansión familiar. Los otros 2 hermanos son Carola Conde (Ximena Duque) y Emilio Conde (Gabriel Valenzuela). Mientras tanto, el gemelo de Adolfo, Leonardo (David Chocarro), sigue viviendo en la mansión, confinado a una silla de ruedas. Cuando Gonzalo Ibáñez (Gabriel Porras) se casa con Ignacia 6 meses más tarde, él se ve obligado a desentrañar el misterio de lo que le pasó a Adolfo. Acontecimientos misteriosos comienzan a envolver a la familia Conde cuando descubren que Adolfo está vivo.
En la casa de al lado viven Pilar (Maritza Rodríguez) con su marido, Javier Ruiz (Miguel Varoni) y sus dos hijos. Detrás del brillo del éxito y de la felicidad de la familia, se esconde una realidad oscura y secretos que amenazan con devastar tanto la familia Ruiz como los Conde. Javier es un abogado muy respetado e influyente, que, desde hace años, es empleado por los Conde. La privilegiada ubicación de Javier queda amenazada por Gonzalo, que es nombrado socio de negocios de Javier por su poderoso jefe, Renato Conde (Daniel Lugo). Javier hará cualquier cosa para proteger lo que él cree que tiene derecho. Intrigas románticas se desarrolla entre los vecinos y además confunde a los misterios, la tensión, los peligros, y el suspenso. Pilar tiene una hermana llamada Rebeca Arismendi (Karla Monroig).
Se revela que Ignacia, Carola y Emilio no son hermanos biológicos, ya que sus padres no podían tener hijos, y por lo que fueron adoptados. Emilio se casa con Hilda (Sofía Lama), pero se divorcian después nace su hija con problemas y pronto comienza a tener problemas por sí misma. Emilio empieza a trabajar como gigoló para poder pagar sus medicamentos y sus gastos.
Gonzalo -quien en realidad es Iñaki Mora-, Adolfo -cuyo verdadero nombre es Ismael Mora- y Leonardo -quien es Iván Mora- resultan ser hermanos, los hijos de Igor Mora (Henry Zakka) y Mabel Mora (Martha Pabón). Adolfo/Ismael y Gonzalo/Iñaki quieren vengarse de los Conde, por lo que tiran a Leonardo/Iván por la ventana y Adolfo toma su lugar. Asesinaron a varias personas que se encontraban fuera de su verdadera agenda. La primera persona a la que se revela que Gonzalo es un criminal es Matías (Jorge Luis Pila), el prometido de Rebeca. Gonzalo le dispara, Adolfo estando presente.
La hermana gemela de Pilar, Raquel Arismendi (Maritza Rodríguez), quiere destruir a Pilar porque ella tuvo una vida mejor. Su madre Cecilia (Angélica María) la dio en adopción porque no tenía suficiente dinero para criar a dos hijas juntas. Raquel tenía una mala vida, fue abusada por su padrastro, lo mató y terminó en la cárcel. Es autora de los libros La Casa de al Lado y Condenados, en el que anuncia los próximos asesinatos que va a cometer.

## Elenco
- Maritza Rodríguez - Pilar Arismendi Fisterra de Ruiz / Raquel  Arismendi Fisterra
- Gabriel Porras - Gonzalo Ibáñez Rivero-Gallegos / Iñaki Mora
- Miguel Varoni - Javier Ruiz
- Catherine Siachoque - Ignacia Conde Spencer Vda. de Acosta / de Ibáñez
- David Chocarro - Adolfo Acosta (Ismael Mora) / Leonardo Acosta (Iván Mora)
- Karla Monroig - Rebeca Arismendi Fisterra
- Ximena Duque - Carola Conde Spencer
- Jorge Luis Pila - Matías Santamaría Hurtado
- Angélica María - Cecilia Fisterra Vda. de Arismendi
- Daniel Lugo - Renato Conde
- Felicia Mercado - Eva Spencer de Conde
- Henry Zakka - Igor Mora
- Sofía Lama - Hilda González
- Orlando Fundichely - Sebastián Andrade
- Gabriel Valenzuela - Emilio Сonde Spencer
- Martha Pabón - Mabel de Mora
- Rosalinda Rodríguez - Karen Ortega
- Héctor Fuentes - Nibaldo Ernesto González
- Vivian Ruiz - Yolanda Sánchez de González
- Alexandra Pomales - Andrea Ruiz Arismendi
- Andrés Cotrino - Diego Ruiz Arismendi
- Adela Romero - Teresa Sandoval
- Adriana Oliveros - Carmen Soto
- Alejandra Corujo - Ximena Labarca
- Arianna Coltellacci - Marisol Merino
- Ariel Texido - Danilo Salas
- Carlos Cuervo -  Actor contratado por Mabel para hacerse pasar por Iñaki Mora
- Carlos Farach - René
- Carlos Fontané - Ricardo Merino
- Cristina Figarola - Rosa Munita Yen / Cecilia Avendaño
- Fernando Cermeño Sánchez - Pablo López
- Fidel Pérez Michel - Dr. Alfonso
- Gerardo Riverón - Pedro Martínez
- Isaniel Rojas - Efraín Donoso Santibáñez
- Jeinny Lizarazo - Olga
- Johann Abreu - Felipe Cifuentes
- José Contreras - José Vergara
- Juan Cepero - Mario
- Julio Torresoto - Salvador Hudson
- Maria Malgrat - Hortensia Polo
- Miguel Augusto Rodríguez - Omar Blanco
- Mildred Quiroz - Gretta Von Louie
- Nini Vásquez - Lidia Mosquera
- Paulina Gálvez - "La adivina"
- Rafael Robledo - Ramírez
- Ramon Morell - Antonio
- Raúl Arrieta - Israel Mendoza
- Christan Carabías Jr. - Luis
- Roberto Javier - Víctor Santelicez
- Vanessa Apolito - Priscila

## Premios y nominaciones

### Premios People en Español 2011
| Categoría              | Persona             | Resultado |
| ---------------------- | ------------------- | --------- |
| Mejor Telenovela       | Mejor Telenovela    | Nominada  |
| Mejor Actor Secundario | David Chocarro      | Nominado  |
| Mejor Villano          | Catherine Siachoque | Nominada  |
| Mejor Villano          | Miguel Varoni       | Nominado  |

### Premios Miami Awards 2011[3][4]
| Categoría        | Resultado |
| ---------------- | --------- |
| Mejor Telenovela | Ganador   |

### Premios Tu Mundo 2012
| Categoría               | Persona                             | Resultado |
| ----------------------- | ----------------------------------- | --------- |
| Novela del Año          | La Casa de al Lado                  | Nominada  |
| Protagonista Favorita   | Catherine Siachoque                 | Nominada  |
| Protagonista Favorita   | Maritza Rodríguez                   | Ganadora  |
| Protagonista Favorito   | Gabriel Porras                      | Nominado  |
| El Malo Más Bueno       | David Chocarro                      | Nominado  |
| El Malo Más Bueno       | Miguel Varoni                       | Nominado  |
| La Mala Más Buena       | Maritza Rodríguez                   | Nominada  |
| Mejor Actriz de Reparto | Rosalinda Rodríguez                 | Nominada  |
| Mejor Actor de Reparto  | Gabriel Valenzuela                  | Ganador   |
| La Pareja Perfecta      | Karla Monroig y Jorge Luis Pila     | Nominados |
| El Mejor Beso           | Ximena Duque y David Chocarro       | Nominados |
| El Mejor Beso           | Catherine Siachoque y Miguel Varoni | Nominados |
| Pequeño Gran Intérprete | Andrés Cotrino                      | Nominado  |

### Premios ACE 2012
| Categoría                   | Persona       | Resultado |
| --------------------------- | ------------- | --------- |
| Mejor coactuación femenina  | Karla Monroig | Ganadora  |
| Mejor coactuación masculina | Miguel Varoni | Ganador   |

## Versiones
- La familia de al lado (2010), una producción de TVN, fue protagonizada por Álvaro Rudolphy y María Elena Swett.